# Monster Garage
Monster Garage – serial telewizyjny nadawany przez Discovery Channel (w Polsce na antenie Discovery Channel oraz TVN Turbo) w latach 2002–2006, prowadzony przez mechanika i konstruktora Jessego G. Jamesa. Każdy odcinek programu trwał godzinę. Pomysłodawcą i producentem serialu (wraz z Jessem) był Thom Beers. Finałowy odcinek został wyemitowany 12 czerwca 2006, a Jesse G. James, prowadzący program, nie wziął w nim udziału z nieznanych przyczyn.

## Założenia programu
Drużyna składająca się z piątki zawodników (mechaników, inżynierów bądź ekspertów w dziedzinie przeróbek) buduje „monster machine” (pol. „potworną maszynę”). Zazwyczaj seryjnie produkowany samochód zostawał przerobiony w innego rodzaju pojazd, np. stary wóz strażacki w browar na kółkach lub luksusowy rolls royce w samochód do czyszczenia toi-toi'ów.

## Zasady
Zasady programu są następujące:
1. Po zakończeniu prac pojazd musi wyglądać jak seryjny.
2. Drużyna ma $3000 (później podwyższono do $5000) na zakup części.
3. Drużyna ma siedem dni na skończenie monstrum:
  - Dzień pierwszy na projektowanie,
  - Następnych pięć dni na budowanie,
  - Siódmy dzień na testowanie pojazdu.

W praktyce, gdy serie się rozrosły, zostały wprowadzone poprawki co do dwóch pierwszych zasad, które po czasie pozostały tylko symbolicznie. W pierwszym sezonie, gdy Chevrolet El Camino został przerobiony w samochód wyścigowy, Jesse porzucił plany na spoiler dla pojazdu, odwołując pierwszą zasadę.
Począwszy od czwartego sezonu, zwycięska drużyna wspomagała również narzędziami wybraną przez siebie szkołę średnią.

## Prowadzący
Prowadzący Jesse G. James wbrew obiegowej opinii nie jest pra-prawnukiem kuzyna legendarnego na dzikim zachodzie bandyty Jesse James. Ma on zarówno wykształcenie mechaniczne jak i w obróbce metalu i jest założycielem, właścicielem oraz głównym twórcą jego sklepu West Coast Choppers. Jesse mówi, że lubi monstra które jeżdżą szybko i robią coś. Woli drużyny, które ciężko pracują. Jego ulubionym monsterem jest karetka pogotowia marki Ford z olbrzymim silnikiem oraz Chevrolet Blazer, którym jeździł po wzgórzach. Jego ambicją było zrobienie monstrum, które byłoby w stanie osiągnąć 200 mph (320 km/h).

## Monstra
Ponad 60 przemienionych maszyn opuściło „Potworny Warsztat”, włączając w to specjalny, dwu-częściowy, dwu-drużynowy pojazd.